# 伍傑森
伍傑森（Jason Ryan Eng，1996年1月25日—），生於美國拉斯維加斯，港美混血兒，美國足球運動員，司職右後衛，爸爸為香港人而媽媽為美國人，持有美國護照及香港特區護照，以本地球員身份註冊港超聯。

## 球員生涯
伍傑森生於美國拉斯維加斯，爸爸為香港人而來自南卡羅萊納州的媽媽為美國人，爸爸在香港出世並於兩歲移居美國連姓都轉了，於2014年9月加盟香港超級聯賽球會標準流浪，在9月20日終於辦託本地身份註冊並上陣11場，期間在2015年6月1日國際七人賽銀盾賽決賽協助流浪以3–1友誼聯賽選手隊捧走主賽銀盾賽冠軍。

## 外部連結
- 香港足球總會網頁球員註冊資料 （页面存档备份，存于）